# Поздняков Сергій Тарасович
Сергі́й Тара́сович Поздняко́в (9 липня 1995, Понорниця, Чернігівська область, Україна — 3 березня 2023, Серебрянка, Донецька область, Україна) — український військовик, молодший сержант Збройних сил України, командир відділення снайперів роти вогневої підтримки, учасник російсько-української війни.

## Життєпис
Народився 9 липня 1995 року в селі Понорниця Чернігівської області. Навчався в Понорницькій загальноосвітній школі І—III ступенів (нині Понорницький ліцей). Згодом вступив до Сосницького сільськогосподарського технікуму. Після закінчення технікуму навчався в Чернігівському національному технологічному університеті, де здобув вищу освіту за спеціальністю «банківська справа».Був організатором та засновником молодіжного патріотичного табору «Сіверська Січ».

### Російсько-українська війна
У складі Добровольчого Українського Корпусу в 2014 та 2019 роках виконував бойові завдання на сході України. З початком повномасштабного російського вторгнення добровольцем долучився до лав Сил ТрО. Обіймав посаду командира відділення снайперів РВП 167-го окремого батальйону територіальної оборони 119-ї окремої бригади територіальної оборони.
Загинув 3 березня 2023 року близько 17:00 під час танкового обстрілу села Серебрянка Бахмутського району Донецької області.
Похований 8 березня 2023 року в смт Сосниця Чернігівської області. У Сергія Позднякова залишилися мати, молодша сестра, дідусь та бабуся.

## Нагороди та вшанування
- орден «За мужність» III ступеня (2023, посмертно) — за особисту мужність, виявлену у захисті державного суверенітету та територіальної цілісності України, самовіддане виконання військового обов'язку[6].
- 29 вересня 2023 року на фасаді Понорницького ліцею було відкрито меморіальну дошку загиблому воїну[4].